# Erica reenensis
Erica reenensis är en ljungväxtart som beskrevs av Alexander Zahlbruckner. Erica reenensis ingår i släktet klockljungssläktet, och familjen ljungväxter. Inga underarter finns listade i Catalogue of Life.